# Lettera delle isole nuovamente trovate
La Lettera delle isole nuovamente trovate è un'opera letteraria di Giuliano Dati, pubblicata originariamente a Roma il 15 giugno 1493, adattamento in rima della lettera di Cristoforo Colombo ai Reali di Spagna, inviata al tesoriere reale Gabriele Sánchez il 14 marzo dello stesso anno.

## Contenuto
Il testo descrive come i temi presenti nella lettera di Colombo hanno attualizzato immagini fantastiche che erano presenti nell'immaginario collettivo, derivanti dalle narrazioni di viaggiatori precedenti. La lettera di Colombo ha portato a credere che creature mostruose che si pensava popolassero le regioni remote dell'India e il regno di purezza governato dal Prete Gianni fossero realtà tangibili e vicine. La consonanza tra gli esiti della navigazione di Colombo e le tradizioni letterarie antiche ha portato alla scelta di offrire una traduzione in volgare della lettera, per garantirne una maggiore diffusione.
Il testo evidenzia come la lettera di Colombo abbia influenzato l'immaginario collettivo dell'epoca, grazie alla sua capacità di concretizzare immagini fantastiche precedentemente considerate solo frutto di narrazioni leggendarie.

## Edizioni
- Lettera delle isole nuovamente trovate, Firenze, dopo il 1495.